# Municipio de Valerio Trujano
El municipio de Valerio Trujano es uno de los 570 municipios del estado mexicano de Oaxaca. Fue nombrado en honor al militar insurgente Valerio Trujano. Su cabecera es la localidad de Valerio Trujano.

## Geografía
El municipio de Valerio Trujano colinda al norte y al este con el municipio de San Juan Bautista Cuicatlán, al sur con el municipio de San Pedro Jaltepetongo, y al oeste con los municipios de Santa María Texcatitlán y San Pedro Jocotipac.

## Localidades
El municipio de Valerio Trujano cuenta con tres localidades.
| Localidad           | Población (2020) |
| ------------------- | ---------------- |
| Valerio Trujano     | 815              |
| Tomellín            | 558              |
| Ismael Aguirre Peña | 3                |

## Gobierno
| Presidente municipal            | Periodo   | Partido | Partido                              |
| ------------------------------- | --------- | ------- | ------------------------------------ |
| Wiliado Quitzaman               | 1950-1952 |         | Partido Revolucionario Institucional |
| León Peña R.                    | 1953-1954 |         | Partido Revolucionario Institucional |
| José Morales                    | 1955-1956 |         | Partido Revolucionario Institucional |
| Felipe Aguirre                  | 1957      |         | Partido Revolucionario Institucional |
| Luis Sáenz                      | 1958-1959 |         | Partido Revolucionario Institucional |
| Anastacio Ortíz                 | 1960-1962 |         | Partido Revolucionario Institucional |
| Miguel Alfaro                   | 1963-1965 |         | Partido Revolucionario Institucional |
| Luis Sáenz Cubero               | 1966-1968 |         | Partido Revolucionario Institucional |
| Leobardo Bueno                  | 1696-1971 |         | Partido Revolucionario Institucional |
| Fernando Ramírez                | 1972-1973 |         | Partido Revolucionario Institucional |
| Espiridión Gaytán               | 1974      |         | Partido Revolucionario Institucional |
| Basilio Rosas                   | 1975-1977 |         | Partido Revolucionario Institucional |
| Luis Alcalá                     | 1978-1980 |         | Partido Revolucionario Institucional |
| Manuel Ramírez                  | 1981-1983 |         | Partido Revolucionario Institucional |
| Rogelio Gil Cubero              | 1984-1986 |         | Partido Revolucionario Institucional |
| José Luis Peña                  | 1987-1989 |         | Partido Revolucionario Institucional |
| Juan García Ruíz                | 1990-1992 |         | Partido Revolucionario Institucional |
| Magdalena García Rosas          | 1993-1995 |         | Partido Revolucionario Institucional |
| Roberto Peña Leyva              | 1996-1998 |         | Partido Revolucionario Institucional |
| Salomón Gil Santiago            | 1999-2001 |         | Partido de la Revolución Democrática |
| Rufina Miguelina Alfaro Alonzo  | 2002-2004 |         | Partido de la Revolución Democrática |
| Alejandro Lascares Roque        | 2005-2007 |         | Partido Revolucionario Institucional |
| León César García Rosas         | 2008-2010 |         | Partido Revolucionario Institucional |
| Salomón Gil Santiago            | 2011-2013 |         | Partido de la Revolución Democrática |
| Gualberto Herminio Rosas Lastra | 2014-2016 |         | Partido Revolucionario Institucional |
| Rocío Ruíz Brena                | 2017-2018 |         | Partido Verde Ecologista de México   |
| Dante Roberto Miranda Morales   | 2019-2021 |         | Partido Unidad Popular               |
| Darío Miranda Morales           | 2022-2024 |         | Partido Unidad Popular               |